# Psitakozaur
Psitakozaur (Psittacosaurus) – rodzaj prymitywnego ceratopsa z rodziny psitakozaurów (Psittacosauridae). Jego nazwa, odnosząca się do kształtu jego dzioba, przypominającego dziób papugi, oznacza  „papuzi jaszczur” (gr. ψιττακη psittakē „papuga”; σαυρος sauros „jaszczurka”). Psittacosaurus występował na terenach współczesnej Azji ok. 130-100 mln lat temu. Obecnie znanych jest ponad dziesięć gatunków należących do tego rodzaju. Zwierzęta te charakteryzowały się mocnym dziobem. Były roślinożercami wielkości gazeli. Psittacosaurus był jednym z najprymitywniejszych ceratopsów. Psitakozaur żył w Chinach, Mongolii, Rosji oraz przypuszczalnie w Tajlandii. Odnaleziono 400 skamielin psitakozaura, w tym wiele kompletnych szkieletów, dzięki czemu psitakozaur jest jednym z najlepiej poznanych marginocefali. Znaleziono ponadto szkielety osobników w różnym wieku – od świeżo wyklutego pisklęcia po osobnika w pełni dorosłego, co umożliwiło dokładne zbadanie przebiegu życia psitakozaura i jego obyczajów rozrodczych.

## Morfologia

Porównanie wielkości człowieka i psitakozaura

Gatunki psitakozaura różnią się od siebie budową czaszki i szkieletu oraz rozmiarami, ale wszystkie zachowują ten sam plan budowy ciała. Najsłynniejszy gatunek psitakozaura – P. mongoliensis – osiągał 2 m długości oraz nieco powyżej 20 kg masy. Kilka gatunków psitakozaura (P. major, P. neimongoliensis i P. xinjiangensis) było zbliżonych do niego rozmiarami, podczas gdy inne były znacznie mniejsze (P. sinensis, P. meileyingensis). Najmniejszym gatunkiem należącym do tego rodzaju był P. ordosensis (był on o 30% mniejszy niż P. mongoliensis). Po P. mongoliensis największymi gatunkami były P. lujiatunensis i P. sibiricus. 
Wysoka i krótka czaszka psitakozaura znacznie różniła się od czaszek większości dinozaurów ptasiomiednicznych i posiadała kilka cech charakterystycznych dla ceratopsów, takich jak kość rostralna i zwężająca się ku dołowi kość jarzmowa. Jednak psitakozaur w odróżnieniu od bardziej zaawansowanych ceratopsów nie miał kostnych rogów ani kryzy wokół karku. Tylko u P. sibiricus rozwinęły się rogi, co może być przykładem konwergencji. Na jednym okazie znaleziono otwór kloaki. Jak sugeruje nazwa, jego dziób był podobny do dziobu papugi. 
Długość kończyn przednich psitakozaura wynosiła tylko 58% długości kończyn tylnych. Miał zaledwie cztery palce, w odróżnieniu od większości dinozaurów ptasiomiednicznych. 

### Ubarwienie

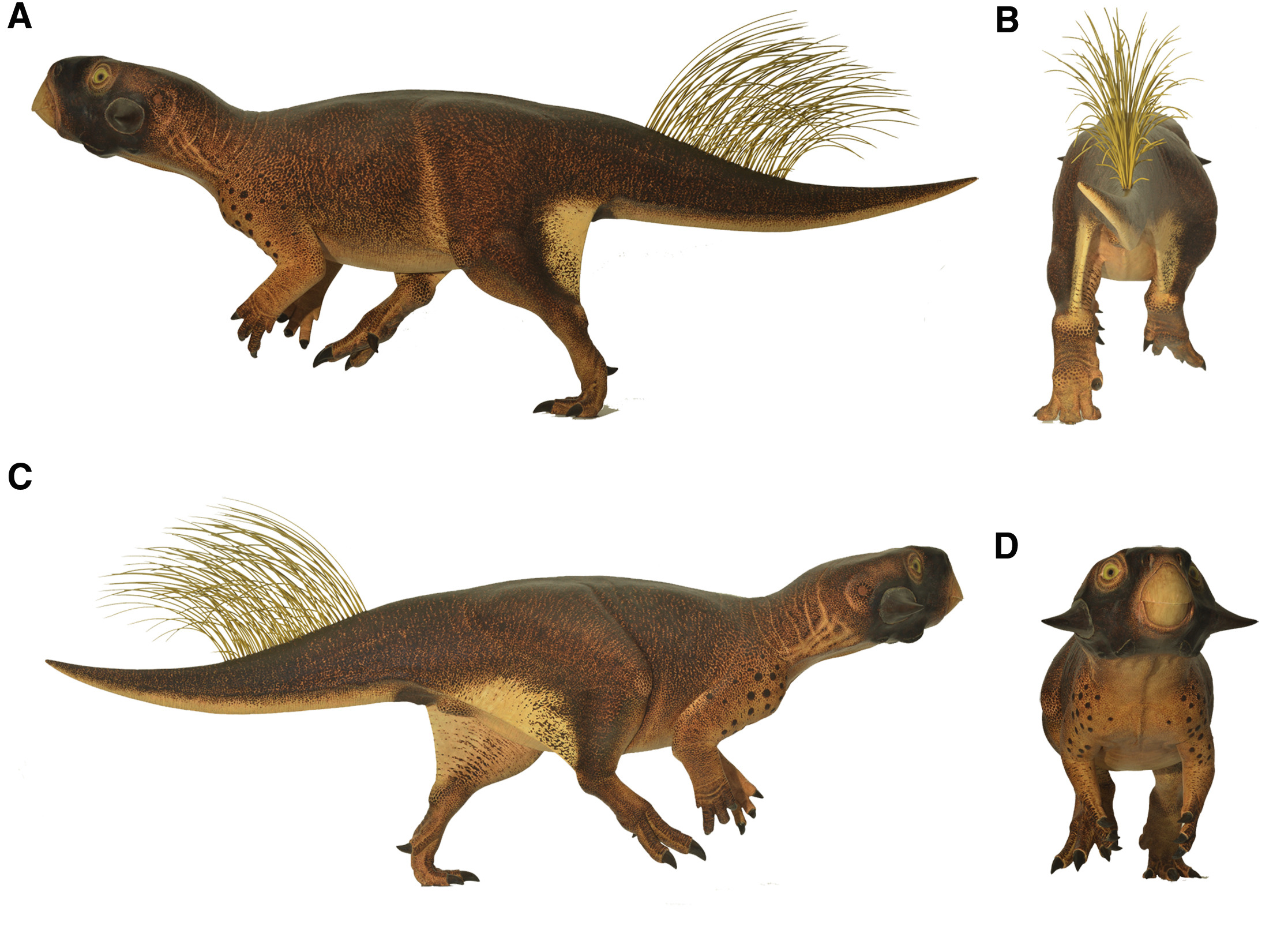
Model przedstawiający ubarwienie SMF R 4970

W 2010 roku na podstawie pigmentów zachowanych w łuskach psitakozaura SMF R 4970 Lingham-Soliar i Plodowski zasugerowali, że dinozaur ten był ubarwiony głównie na czarno i bursztynowo-brązowo, w maskujące barwy, z ciemniejszym grzbietem, a jaśniejszą stroną brzuszną ciała.

## Gatunki

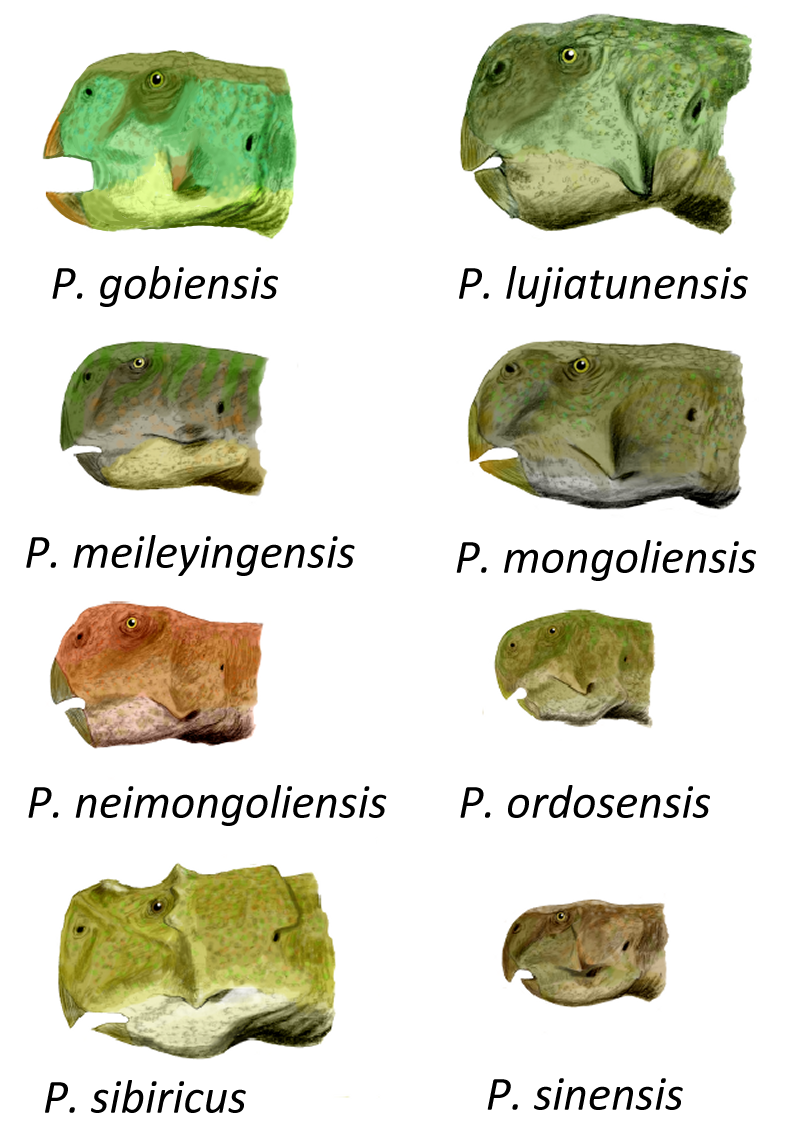
Głowy przedstawicieli gatunków z rodzaju Psittacosaurus

Nazwa rodzajowa psitakozaura pochodzi z greckich słów psittakos – papuga i sauros – jaszczur. Odnosi się ona do podobieństwa dziobu psitakozaura do dziobu papugi i jego gadziej tożsamości. W ciągu lat do rodzaju psitakozaur zaliczono ponad tuzin gatunków, ale obecnie uznaje się dziewięć do jedenastu. Właśnie rodzaj Psittacosaurus obejmuje najwięcej gatunków spośród dinozaurów (pomijając ptaki). Dobrze oddaje on różnorodność dinozaurów. Należy przy tym pamiętać, że wiele współczesnych gatunków jest bardzo podobnych do siebie pod względem budowy szkieletu, a różni się aspektami, które nie zachowują się w zapisie kopalnym. Tymczasem paleontolodzy mogą opisywać nowe gatunki zazwyczaj tylko na podstawie różnic w budowie szkieletu, więc gatunków dinozaurów, w tym psitakozaura, może być jeszcze więcej.
Psittacosaurus mongoliensis
Pierwszy znany gatunek psitakozaura. Pierwsze jego skamieliny odkryto w 1922 podczas wyprawy na pustynię Gobi organizowaną przez Amerykańskie Muzeum Historii Naturalnej, a później oznaczone jako AMNH 6254. Ta sama ekspedycja odkryła wiele szczątków innych dinozaurów jak owiraptory, welociraptory i protoceratopsy. Późniejsze wyprawy złożone z różnie połączonych uczonych mongolskich, polskich, rosyjskich, chińskich, japońskich, amerykańskich znalazły wiele szczątków tego gatunku. Skamieliny psitakozaura są najczęściej znajdowano w skałach pochodzących z aptu-albu sprzed około 125-100 mln lat. Do dzisiaj znaleziono ponad 75 szkieletów tego dinozaura, w tym prawie 20 całkowicie kompletnych. Znane są zarówno mające poniżej 13 cm długości pisklęta, jak i stare, dwumetrowe osobniki należące do tego gatunku. Czaszka tego gatunku na szczycie jest płaska, a z boku posiada trójkątne wgłębienia. P. mongoliensis jest największym znanym gatunkiem psitakozaura. Holotyp będący osobnikiem młodym ma mierzącą 15,2 cm czaszkę, a powiązana z nim kość udowa ma 16,2 cm. Najwięksi znani przedstawiciele tego gatunku mają mierzącą około 21 cm kość udową.
Protiguanodon mongoliense
W 1923 Henry Fairfield Osborn opisał niewielkiego dinozaura, którego nazwał Protiguanodon mongoliense (nadał mu taką nazwę, ponieważ uznał nowo odkryte zwierzę za przodka iguanodona). Jednak później okazało się, że pod tą samą nazwą opisano też iguanodonta. Później dokonano ich identyfikacji i przypisano je do rodzaju Iguanodon, a pozostałe szczątki przypisane do rodzaju Protiguanodon Yang Zhongjian (znany też jako C.C. Young) w 1958 opisał jako Psittacosaurus protiguanodonensis. Obecnie uważa się gatunek Psittacosaurus protiguanodonensis za synonim gatunku Psittacosaurus mongoliensis, a Protiguanodon mongoliense i Psittacosaurus protiguanodonensis zostały z tą nazwą zsynonimizowane.
Psittacosaurus protiguanodonensis
Patrz: Protiguanodon mongoliense
Psittacosaurus osborni
W 1931 C.C. Young opisał na podstawie niekompletnej czaszki znalezionej w Mongolii Wewnętrznej (Chiny, Azja) nowy gatunek należący do rodzaju Psittacosaurus – P. osborni. Jego nazwa gatunkowa honorowała paleontologa Henry'ego Fairfielda Osborna. Obecnie uważa się ten gatunek za synonim P. mongoliensis.
Psittacosaurus tingi
Young opisał ten gatunek w 1931 w tej samej pracy, w której opisał P. osborni, na podstawie fragmentów czaszki. Później uznał go za synonim P. osborni. Obecnie oba te gatunki uważa się za synonimy P. mongoliensis.
Psittacosaurus sinensis
W 1950 r. datowanych na apt-alb skałach formacji Qingshan, leżącej w prowincji Shandong na południowy wschód od Pekinu (Chiny), znaleziono szczątki niewielkiego ceratopsa. Young w 1958 opisał go pod nazwą Psittacosaurus sinensis. Obecnie nauka zna ponad 20 skamielin należących do tego gatunku, w tym kilka kompletnych czaszek i szkieletów. Dzięki temu P. sinensis jest najbardziej znanym gatunkiem psitakozaura po P. mongoliensis. P. sinensis różni się od innych gatunków psitakozaura głównie budową czaszki. Czaszki osobników dorosłych są mniejsze i posiadają mniej zębów niż P. mongoliensis. Kość jarzmowa posiada poprzeczne wyrostki tworzące „róg”, spotykany jest on także P. sibiricus i P. lujiatunensis. Najdłuższa znana czaszka należąca do P. sinensis ma 11,5 cm długości. Żuchwa nie ma okna zmniejszającego jej ciężar. Czaszka jest szersza niż dłuższa.
Psittacosaurus youngi
Opisany został w 1962 przez Zhao Xijina. Jego nazwa gatunkowa honoruje C.C. Younga. Uważa się go za synonim P. sinensis, znanego z tych samych skał.
Psittacosaurus quyangensis
Opisany na podstawie fragmentu czaszki znalezionej w Guyang w Regionie Autonomicznym Mongolia Wewnętrzna w Chinach (Azja) w 1983. Obecnie uważa się go za synonim P. mongoliensis, a różnice między nimi interpretuje się jako różnice między poszczególnymi przedstawicielami tego samego gatunku.
Psittacosaurus xinjiangensis

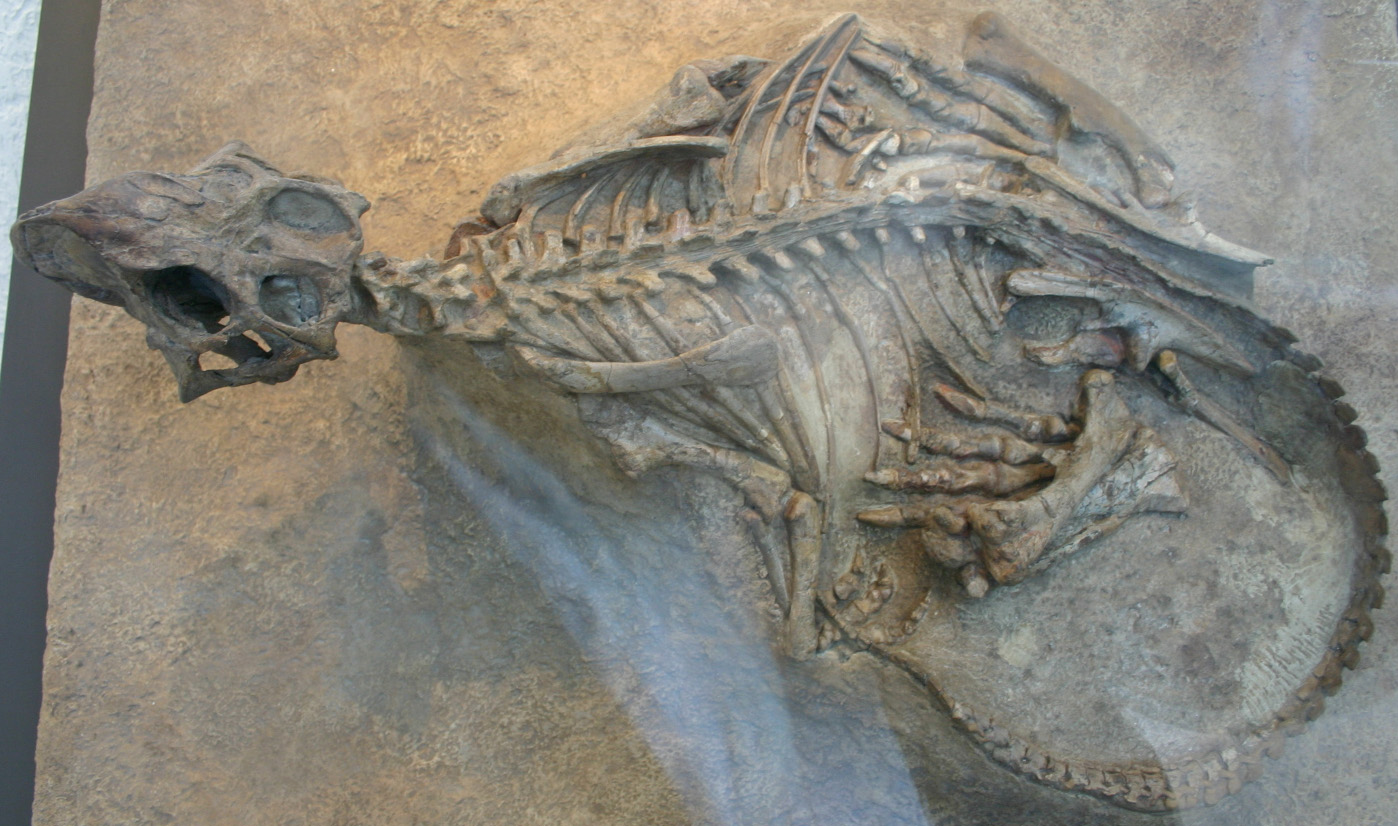
Holotyp P. mongoliensis

W 1988 Zhao i amerykański paleontolog Paul Sereno opisali P. xinjiangensis. Nazwa gatunkowa odnosi się do miejsca znalezienia skamielin – Xinjiang. Na początku 1970 odkryto kilka szkieletów tego gatunku. Zostały one opisane przez Sereno i Zhao. Holotyp i najbardziej kompletny szkielet należą do osobników młodych. W różnych miejscowościach leżących w Xinjiang odkryto szczątki osobników dorosłych. Okazy należącego do tego gatunku pochodzą z aptu-albu. Posiada „róg” wystający z kości jarzmowej. Kości biodrowe tego dinozaura ulegają procesowi panewki stawu biodrowego, charakterystycznemu dla długich kości. Ten gatunek wyróżniają również pewne cechy uzębienia. Kość udowa osobnika dorosłego ma ok. 16 cm długości.
Psittacosaurus meileyingensis
Opisany w 1988 przez Sereno i Zhao oraz ich współpracowników. Znany z czterech czaszek, w tym jednej powiązanej ze szkieletem. Jego skamieniałości znaleziono w formacji Jiufotang, wokół miasta Meileyingzi w prowincji Liaoning (południowo-wschodnie Chiny). Wiek formacji Jiofotang jest nieznany, lecz wiek sąsiedniej Mongolii Wewnętrznej jest szacowany ok. 110 mln lat P. meileyingensis ma najkrótszy pysk ze wszystkich gatunków psitakozaura i najkrótszą kryzę wokół szyi. Oczodół mniej więcej trójkątny. Czaszka najprawdopodobniej osobnika dorosłego ma 13,7 cm.
Psittacosaurus sattayaraki
Francuski paleontolog Éric Buffetaut i tajlandczyk Varavudh Suteethorn w 1992 na podstawie niekompletnej szczęki górnej i szczęki dolnej opisali nowy gatunek psitakozaura – P. sattayaraki. Skamielina ta została znaleziona w formacji Khok Kruat i pochodziła z aptu-albu. W 2000 Paul Sereno zanegował ważność tego gatunku z powodu jego fragmentaryczności i uszkodzenia. Wykazał również brak u P. sattayaraki cech typowych dla psitakozaura. W 2002 autorzy opisu P. sattayaraki opublikowali nowe zdjęcia skamielin, na których było widać charakterystyczne dla psitakozaura zęby. Również inni autorzy uznali ten gatunek za ważny, a jeszcze inni zanegowali jego ważność. Kość zębowa P. sattayaraki przypomina tą jaka występuje u P. mongoliensis, P. sibiricus, P. major, P. lujiatunensis i P. meileyingensis. Być może osiągał takie same rozmiary jak P. sinensis. Jeśli P. sattayaraki jest gatunkiem ważnym należy mu się tytuł gatunku psitakozaura, którego zasięg występowania obejmował tereny najbardziej wysunięte na południe.
Psittacosaurus neimongoliensis
Opisany w 1996 przez Kanadyjczyka Dale'a Russella i Zhao. Epitet gatunkowy tego dinozaura pochodzi od nazwy miejsca znalezienia Mongolii Wewnętrznej w madaryńskim dialekcie języka chińskiego. Opisany na podstawie prawie kompletnego szkieletu włącznie z zachowaną w większości czaszką. Oprócz tego w formacji Eijnhoro znaleziono szczątki siedmiu innych osobników. Kość czołowa a P. neimongoliensis jest wąska. Kość kulszowa jest dłuższa niż kość udowa. Długość czaszki P. neimongoliensis wynosi 13,2 cm, a kości udowej 13 cm, jednak nie jest to osobnik w pełni wyrośnięty. Dorosły przedstawiciel P. neimongoliensis był prawdopodobnie mniejszy niż P. mongoliensis i miał proporcjonalnie dłuższą czaszkę oraz ogon niż ten drugi.
Psittacosaurus ordosensis
Opisany w 1996 przez Rusella i Zhao. Epitet gatunkowy tego dinozaura pochodzi od miejsca znalezienia – prefektury Ordos w Mongolii Wewnętrznej. Holotyp składa się z niemal kompletnego szkieletu, jednak opisano tylko czaszkę w tym żuchwę i stopę. Znaleziono trzy inne okazy należące do tego gatunku, ale żaden z nich nie został opisany. Odkryty w formacji Eijnhoro. U tego gatunku też występują „rogi”. Jest to najmniejszy znany gatunek psitakozaura. Długość czaszki osobnika dorosłego wynosiła tylko 9,5 cm.
Psittacosaurus mazongshanensis
Xu Xing opisał go w 1997 na podstawie czaszki z powiązanymi kręgami i kończyną przednią. Została ona znaleziona w prowincji Gansu, niedaleko od jej granicy z Mongolią Wewnętrzną. Nazwa gatunkowa tego cerapoda pochodzi od góry Mazongshan (Horse Mane Mountain) będącej blisko miejsca odkrycia szczątków tego dinozaura. Niestety czaszka tego dinozaura została uszkodzona podczas przechowywania jej w chińskim Instytucie Paleontologii Kręgowców i Paleoantropologii, a niektóre fragmenty holotypu zaginęły Wiek tej skamieliny szacuje się barrem-apt. Paul Sereno zasugerował, że P. mazongshanensis to nomen dubium (gatunek niepewny) i uznał, że nie posiada on żadnych cech pozwalających udowodnić zasadność odrębności tego gatunku. Jednak niektórzy autorzy negują ta tezę, uważając, że takimi cechami są długi pysk i guzowa wypukłość na czaszce. Inne cechy uznane początkowo za odróżniającego go od innych gatunków, obecnie uważa się za wynik mechanicznych zniekształceń czaszki.
Psittacosaurus sibricus
W 1950 r. rosyjscy paleontolodzy zaczęli odkrywać szczątki psitakozaurów obok wsi Szestakowo. W 1990 r. szczątki psitakozaurów znalezione także w innych miejscach kilka całkowicie kompletnych szkieletów. Paleontolodzy uznali, że te szczątki należą do nowego gatunku psitakozaura – P. sibricus. Został on w 2000 opisany przez pięciu uczonych, choć oficjalnie autorami opisu są Aleksiej Woronkiewicz i Aleksander Awerianow. Szczątków tego dinozaura nie opisano całkowicie do 2006 r. Żył w apcie-albie. P. sibricus jest jednym z największych znanych gatunków psitakozaura. Długość szyi u tego dinozaura wynosi 15–18% długości czaszki i jest większa niż u innych gatunków psitakozaura. Cechą charakterystyczną tego gatunku są trzy „rogi”. Dinozaur ten posiada 23 kręgi między czaszką a miednicą. Inne gatunki psitakozaura miały tylko 21-22 kręgi. Czaszka tego dinozaura ma 22,3 cm długości, a kość udowa 22,3 cm.
Psitttacosaurus lujiatunensis
Opisany w 2006 przez chińskiego paleontologa Zhou Changfu i jego trzech chińskich kolegów. Jest jednym z najwcześniejszych gatunków psitakozaura. Materiał kopalny składa się z czterech czaszek znalezionych w formacji Yixian w prowincji Liaoning koło wsi Lujiatun. Wiek tej formacji jest różnie datowany: na barrem, ok. 128 mln lat, lub wczesny apt, ok. 125 mln lat.
Psittacosaurus major
Jego szczątki znaleziono w formacji Yixian w pobliżu Beipiao City (prowincja Liaoning). Opisany przez Paula Sereno, Zhao i dwóch innych uczonych w 2007. Holotypem jest prawie kompletny szkielet z czaszką oznaczony LH PV1; za skamieniałości przedstawicieli gatunku uznano też niekompletną czaszkę CAGS-IG-VD-004, oraz szkielet z zachowaną czaszką oznaczony JZMP-V-11. Jego wiek szacuje się na podobny do wieku P. lujiatunensis. Gatunek ten charakteryzuje się proporcjonalnie największa czaszką, stanowią 38% długości tułowia (dla porównania u P. mongoliensis długość czaszki wynosi 30% długości tułowia). Innymi cechami tego gatunku są najdłuższe „rogi” (pomijając gatunki P. sinensis, P. lujiatunensis i P. xinjiangensis) oraz niezwykle wąski pysk. Rogi nieznacznie odchylone do dołu. Hedrick i Dodson (2013) uznali ten gatunek za młodszy synonim Psittacosaurus lujiatunensis; zdaniem autorów mający charakteryzować gatunek wąski pysk nie jest prawdziwą cechą budowy czaszek jego przedstawicieli, lecz wynikiem ich uszkodzenia poprzez boczne spłaszczenie.
Psittacosaurus gobiensis

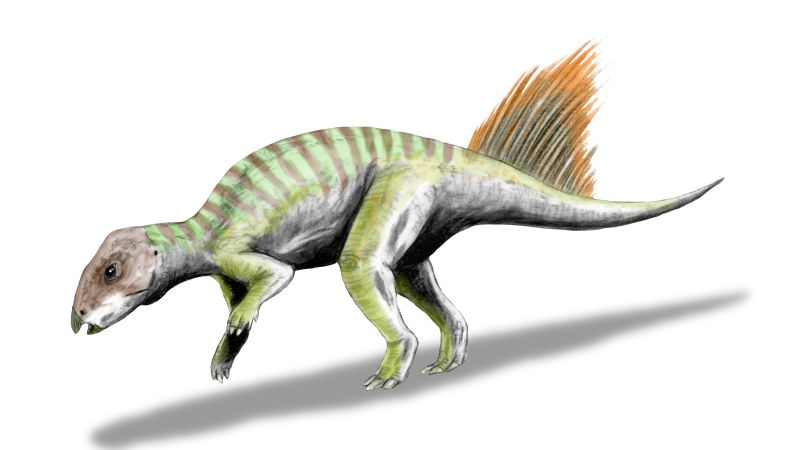
Psittacosaurus (= Hongshanosaurus) houi

Gatunek ten został opisany w 2010 roku przez Paula Sereno, Zhao Xijina i Tan Lina. Został odkryty w datowanych na alb, około 115 mln lat, osadach formacji Bayan Gobi w Mongolii Wewnętrznej. Był to niewielki psitakozaur, osiągający rozmiary zbliżone do Psittacosaurus sinensis. Klatka piersiowa holotypu, będącego w pełni dorosłym osobnikiem, mierzy 40 cm, co długość całego zwierzęcia pozwala oszacować na około metr. Według Sereno i współpracowników gatunek ten jest najbliżej spokrewniony z P. sibiricus, P. neimongolensis i P. sinensis.
Psittacosaurus houi?
Gatunek ten został opisany w 2003 roku jako należący do odrębnego rodzaju z rodziny Psittacosauridae, nazwanego Hongshanosaurus. Holotypem jest należąca do młodego osobnika uszkodzona czaszka o długości ok. 35 mm; w 2005 roku opisano uszkodzoną czaszkę o długości przekraczającej 150 mm, należącą do osobnika dorosłego. Obie czaszki pochodzą z tej samej formacji co szczątki Psitttacosaurus lujiatunensis. Autorzy jego opisu stwierdzili istnienie różnic w budowie czaszek psitakozaura i Hongshanosaurus uzasadniających uznanie ich za odrębne rodzaje. Długość pyska mierzona od czubka pyska do oczodołów u Hongshanosaurus wynosiła 50% długości całej czaszki, zaś u różnych gatunków z rodzaju Psittacosaurus - nie więcej niż 40%; Hongshanosaurus miał też różnić się od psitakozaura owalnym kształtem nozdrzy, oczodołu i dolnego otworu skroniowego. Paul Sereno (2010) stwierdził jednak, że te różnice mogą być rezultatem uszkodzeń obu znanych czaszek Hongshanosaurus; jednocześnie stwierdził występowanie u H. houi niektórych autapomorfii występujących także u gatunku Psitttacosaurus lujiatunensis. Sereno ostatecznie uznał rodzaj Hongshanosaurus za młodszy synonim rodzaju Psittacosaurus, jednocześnie uznając gatunek Psitttacosaurus houi za nomen dubium; jego zdaniem możliwe jest jednak, że P. houi i P. lujiatunensis to w rzeczywistości ten sam gatunek - a w takim wypadku P. lujiatunensis byłby młodszym synonimem P. houi. Hedrick i Dodson (2013) zgodzili się, że H. houi jest synonimem P. lujiatunensis (oraz P. major). Autorzy postulują jednak, by pomimo tego, że H. houi został nazwany wcześniej niż P. lujiatunensis, na określenie gatunku używać nazwy P. lujiatunensis; autorzy uzasadniają to tym, że w odróżnieniu od P. lujiatunensis gatunek H. houi został opisany na podstawie skamieniałości należących do osobników niedojrzałych.
Nienazwane gatunki
Sporo okazów psitakozaura nie jest przypisanych do konkretnego gatunku. Mówi się o nich Psittacosaurus sp. Ponad 200 okazów znalezionych w prowincji Liaoning jest wciąż nieoznaczonych. Niektóre nie są przypisywane konkretnemu gatunkowi, mimo że są dobrze zachowane i częściowo opisane. Prawie 100 nieprzypisanych do żadnego gatunku okazów psitakozaura zostało odkopanych podczas ekspedycji na pustynię Gobi prowadzaną przez mongolskiego paleontologa Bolortsetsega Minjina i amerykańskiego paleontologa Jacka Hornera.

## Klasyfikacja
Psitakozaura umieszcza się w rodzinie Psittacosauridae, która wzięła nazwę od niego. Została ona zdefiniowana przez Osborna w 1923. Wbrew temu, co jest napisane w wielu popularnonaukowych książkach, psitakozaury nie są przodkami bardziej zaawansowanych ceratopsów. Świadczą o tym takie szczegóły anatomiczne, jak liczba palców u rąk (psitakozaury miały cztery, bardziej zaawansowane ceratopsy – pięć). Pokrewieństwo między poszczególnymi gatunkami psitakozaura jest niejasne. Poniżej przedstawiano wyniki analizy Aleksandra Awerianowa i innych z 2006, dotyczącej pochodzenia i pokrewieństwa między poszczególnymi gatunkami psitakozaura.
|  | P. sibiricus |
|  |              |
|  | P. sinensis  |
|  |              |

|  | P. neimongoliensis |
|  | |
|  | P. ordosensis |
|  | |
|  | \| \| Znaleziony w formacji Yixian Psittacosaurus sp. (nie P. lujiatunensis lub P. major) \| \| \| \| \| \| P. mazongshanensis \| \| \| \| \| \| P. meileyingensis \| \| \| \| \| \| P. mongoliensis \| \| \| \| \| \| P. xinjiangensis \| \| \| \| |
|  | |
|  | Znaleziony w formacji Yixian Psittacosaurus sp. (nie P. lujiatunensis lub P. major) |
|  | |
|  | P. mazongshanensis |
|  | |
|  | P. meileyingensis |
|  | |
|  | P. mongoliensis |
|  | |
|  | P. xinjiangensis |
|  | |

|  | Znaleziony w formacji Yixian Psittacosaurus sp. (nie P. lujiatunensis lub P. major) |
|  |                                                                                     |
|  | P. mazongshanensis                                                                  |
|  |                                                                                     |
|  | P. meileyingensis                                                                   |
|  |                                                                                     |
|  | P. mongoliensis                                                                     |
|  |                                                                                     |
|  | P. xinjiangensis                                                                    |
|  |                                                                                     |

|  | P. sibiricus |
|  |              |
|  | P. sinensis  |
|  |              |

|  | P. neimongoliensis |
|  | |
|  | P. ordosensis |
|  | |
|  | \| \| Znaleziony w formacji Yixian Psittacosaurus sp. (nie P. lujiatunensis lub P. major) \| \| \| \| \| \| P. mazongshanensis \| \| \| \| \| \| P. meileyingensis \| \| \| \| \| \| P. mongoliensis \| \| \| \| \| \| P. xinjiangensis \| \| \| \| |
|  | |
|  | Znaleziony w formacji Yixian Psittacosaurus sp. (nie P. lujiatunensis lub P. major) |
|  | |
|  | P. mazongshanensis |
|  | |
|  | P. meileyingensis |
|  | |
|  | P. mongoliensis |
|  | |
|  | P. xinjiangensis |
|  | |

|  | Znaleziony w formacji Yixian Psittacosaurus sp. (nie P. lujiatunensis lub P. major) |
|  |                                                                                     |
|  | P. mazongshanensis                                                                  |
|  |                                                                                     |
|  | P. meileyingensis                                                                   |
|  |                                                                                     |
|  | P. mongoliensis                                                                     |
|  |                                                                                     |
|  | P. xinjiangensis                                                                    |
|  |                                                                                     |

## Zapis kopalny
Do dzisiaj znaleziono ponad 400 okazów psitakozaura, w tym 75 należących do P. mongoliensis. Szczątki psitakozaurów odkryto w Rosji, Chinach, Mongolii i być może Tajlandii. Świadczy to o szerokim zasięgu występowania tego dinozaura. Ich wiek datuje się najczęściej na ok. 125-100 mln lat. Z powodu bardzo dużej liczby odnalezionych szkieletów psitakozaura, często używa się ich jako skamieniałości przewodnich.

## Paleobiologia

### Dieta
Zęby psitakozaura dobrze nadawały się do zbierania i cięcia roślinności, natomiast słabo do żucia. Z tego powodu psitakozary połykały gastrolity, pomagające w rozgniataniu pokarmu w żołądku. U jednego z okazów psitakozaura w okolicach jamy brzusznej znaleziono ponad 50 takich kamieni. Obecnie kamienie w takich samych celach połykają niektóre ptaki.

### Wzrost
Znaleziono kilka szczątków młodych psitakozaurów. Najmniejszy okaz młodego osobnika P. mongoliensis ma 11–13 cm długości i 2,8 cm czaszkę. Inna czaszka należąca do świeżo wyklutego osobnika ma 4,6 cm długości. Oba te okazy pochodzą z Mongolii. Naukowcom udało się ustalić tempo wzrostu psitakozaura. W wieku trzech lat psitakozaur osiągał ok. 1 kg masy, a w wieku dziewięciu lat ważył ok. 20 kg. Tak więc psitakozaur rósł szybciej niż gady i torbacze, ale wolniej niż ptaki i większość ssaków łożyskowych. W 2009 roku Gregory Erickson i współpracownicy opisali grupę 80 osobników P. lujiatunensis ze złóż Lujiatun w formacji Yixian, prawdopodobnie pogrzebaną w wulkanicznym spływie popiołowym. Obejmowała ona zwierzęta od nowo wyklutych do jedenastoletnich, przy czym młodszych psitakozaurów było znacznie więcej, niż starszych. Największa śmiertelność dotykała zwierzęta w pierwszych latach ich rozwoju, dopóki nie osiągnęły one masy około 2 kg – co następowało prawdopodobnie w wieku 3–4 lat – i pozostawała na stałym poziomie do momentu, w którym dinozaury zaczynały osiągać dojrzałość płciową, kiedy wzrastała do około 50%. Prawdopodobnie P. lujiatunensis dojrzewały w dziewiątym roku życia. Ogólny schemat przeżywalności u P. lujiatunensis jest bardzo podobny do występującego u znacznie większego, drapieżnego tyranozaura.

### „Pióra”

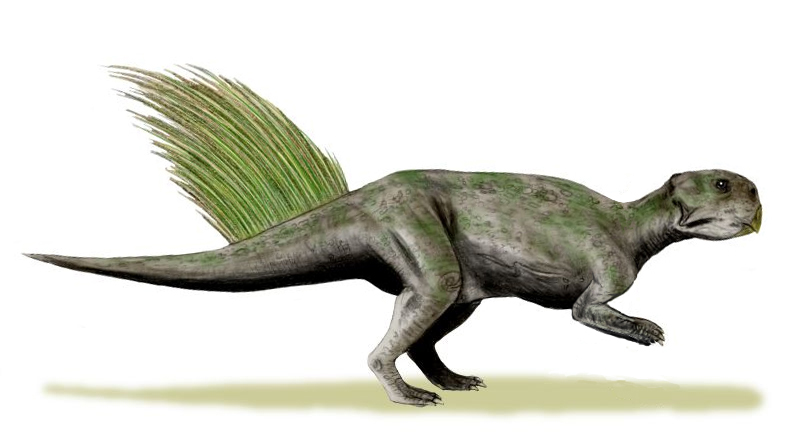
Rekonstrukcja Psittacosaurus mongoliensis z pióropodobnymi strukturami

U jednego z okazów psitakozaura znalezionego w formacji Yixian (prowincja Liaoning, Chiny) i nieprzypisanego do żadnego gatunku widać na ogonie pióropodobne twory. Okaz ten został nielegalnie wyeksportowany z Chin, ale został później zakupiony przez niemieckie muzeum, które planuje zwrócić go Chinom. Są one umieszczone nieregularnie i mają ok. 16 cm długości. Ponieważ znajdują się one na ogonie raczej nie mogły służyć do izolacji termicznej i raczej służyły do popisów godowych. Reszta ciała tego okazu jest pokryta łuskami. Niektórzy uważają te twory za efekt rozkładu kolagenu, choć inni krytykują tę interpretację.

### Zachowania społeczne
Meng i współpracownicy (2004) opisali odkryty w osadach formacji Yixian (prowincja Liaoning) szkielet dorosłego psitakozaura (nieprzypisanego do konkretnego gatunku), wokół którego znaleziono 34 szkielety osobników młodych. Wszystkie młode mają w przybliżeniu ten sam wiek. Są one ustawione pod względem masy ciała, co sugeruje że zginęły nagle np. przysypane ziemią. Zhao i współpracownicy (2013) w wyniku dokładniejszych badań na tymi szkieletami stwierdzili jednak, że obecność w jednym miejscu 34 młodych osobników i jednego starszego jest wynikiem fałszerstwa: czaszka starszego osobnika została przyklejona do skał, w których odkryto kości osobników młodych. Ponadto starszy osobnik nie mógł być rodzicem osobników młodych. Budowa jego czaszki wskazuje, że był on osobnikiem w wieku ok. 6 lat, a co za tym idzie przed śmiercią nie osiągnął jeszcze dojrzałości płciowej; psitakozaury osiągały dojrzałość płciową ok. 10 roku życia. Jednocześnie autorzy są jednak zdania, że skupienie w jednym miejscu szkieletów 34 młodych osobników nie jest rezultatem fałszerstwa. Zhao i współpracownicy opisali też szkielety innej grupy młodych psitakozaurów, tym razem tylko sześciu, odkrytych na terenie prowincji Liaoning; jeden z nich w chwili śmierci miał 3 lata, pozostałe – po 2.

### Wrogowie
W Yixian znaleziono także dowody na to, że młode psitakozaury padały ofiarą ssaków drapieżnych. W jamie brzusznej ssaka należącego do gatunku Repenomamus robustus, znaleziono szczątki młodych psitakozaurów. R. robustus miał ok. 50 cm długości i ważył 4–6 kg. Jest to pierwszy znany dowód ataków mezozoicznych ssaków na dinozaury. W 2023 roku odkryto szczątki psitakozaura i Repenomamus, które zostały razem pogrzebane najprawdopodobniej w trakcie walki.  

### Patologie
U jednego z okazów psitakozaura znalezionych w formacji Yixian, jeden przypisywany do gatunku P. mongoliensis ma kościach ślady zakażenia prawej kości strzałkowej. Poza tym nie widać śladów złamań. Kość ta posiada oznaki martwicy z powodu niedostatecznej ilości krwi wokół niej. Ponadto widać sporą opuchliznę na tej kości. Sugeruje to, że zwierzę żyło jeszcze jakiś czas po urazie, który spowodował zakażenie. Jednak kość strzałkowa nie jest tak potrzebna do chodu jak kość udowa czy kość piszczelowa, więc zwierzę mogło jeszcze chodzić mimo urazu, którego przyczyna jest nieznana.